# Інвестиційний договір
Інвестиці́йний догові́р — основний правовий документ, що регулює взаємовідносини між суб'єктами інвестиційної діяльності. Він є правовою формою взаємовідносин між інвестором та іншими учасниками інвестиційної діяльності. Договір має відповідати сутності інвестування, тобто закріплювати факт вкладання коштів або інших матеріальних чи інтелектуальних цінностей в об'єкт інвестування; визначати мету та основні права та обов'язки сторін.

## Предмет інвестиційного договору
Предметом інвестиційного договору є інвестиція у будь-якій незабороненій законодавством України формі. Це можуть бути передбачені законодавством форми інвестицій та інвестиційної діяльності:
- інноваційна діяльність
- капітальні вкладення в основні засоби
- корпоративна форма
- лізинг
- придбання незабороненого законами України рухомого та нерухомого майна
- створення підприємств, що повністю належать інвестору, чи придбання останнім у власність діючого підприємства повністю
- придбання майнових прав

Предметом інвестиційного договору також можуть бути дії, послуги тощо, які надаються учасниками інвестиційної діяльності та спрямовані на забезпечення інвестування.